# Алленвуд

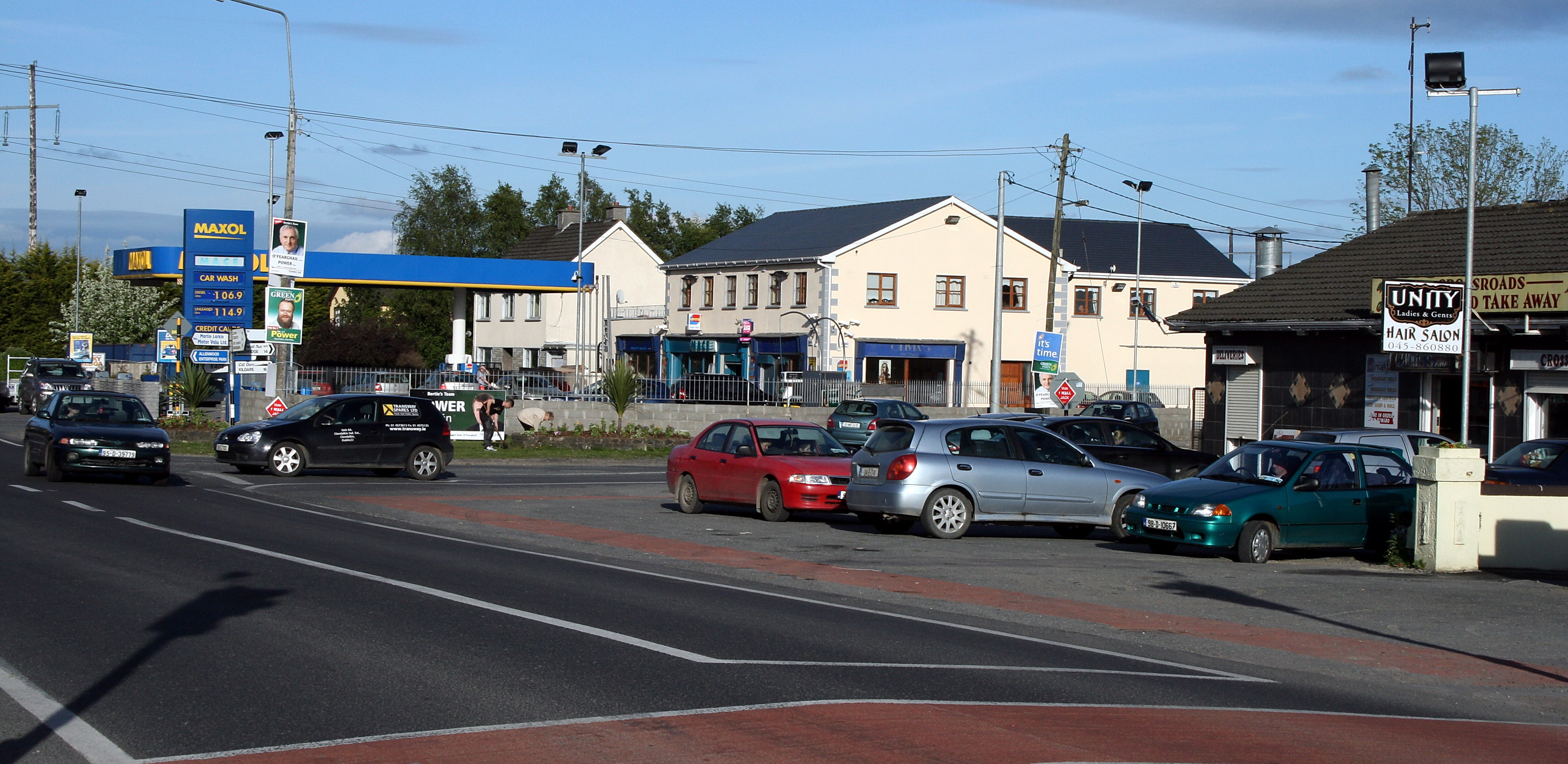

Алленвуд (англ. Allenwood; ирл. Fiodh Alúine) — деревня в Ирландии, находится в графстве Килдэр (провинция Ленстер) у региональной дороги R403.

## Демография
Население — 667 человек (по переписи 2006 года). В 2002 году население составляло 481 человек.
Данные переписи 2006 года:
| Общие демографические показатели |               |                               |                               |      |      |
| Всё население                    | Всё население | Изменения населения 2002—2006 | Изменения населения 2002—2006 | 2006 | 2006 |
| 2002                             | 2006          | чел.                          | %                             | муж. | жен. |
| 481                              | 667           | 186                           | 38,7                          | 340  | 327  |